# Vena pulmonar
Les venes pulmonars són les encarregades de canalitzar la sang des dels pulmons fins a l'aurícula esquerra.